# Mesosa binigrovitticollis
Mesosa binigrovitticollis là một loài bọ cánh cứng trong họ Cerambycidae.